# Parque natural nacional del Cañón del Dniéster
El parque natural nacional del Cañón del Dniéster (en ucraniano: Національний природний парк «Дністровський каньйон») sigue el cañón del Dniéster, el cañón más grande de Ucrania, a lo largo del curso medio del río Dniéster. Protege una zona relativamente subdesarrollada del paisaje de estepa forestal ucraniana, a unos 75 kilómetros al este de las montañas de los Cárpatos en el oeste de Ucrania, y a unos 400 kilómetros al suroeste de Kiev. El cañón es conocido por sus variadas formaciones geológicas, incluidas dos de las cuevas más largas del mundo. El parque se encuentra situado en el distrito administrativo (raión) de Chortkiv en el óblast de Ternópil.

## Topografía
Los límites del parque siguen el río Dniéster durante 100 kilómetros a medida que fluye de noroeste a sureste en el oeste de Ucrania. En gran parte de esta longitud, el parque tiene solo unos 5 a 10 kilómetros de ancho, centrado en el río. Hay más de cincuenta cuevas importantes en el parque, excavadas en la roca de travertino. Estos incluyen las cuevas de Ozerna (105 km) y Optymistychna (230 km). La cascada más grande de Ucrania, Dzhurynskyi, se encuentra en el parque. Como ocurre con la mayoría de los Parques Naturales Nacionales de Ucrania, el parque principal incluye muchas reservas naturales más pequeñas, sitios de parques locales, monumentos históricos y atracciones naturales abiertas al público.

## Clima y ecorregión
La designación climática oficial para el área del Cañón del Dniéster es Clima continental húmedo, con veranos cálidos (clasificación climática de Köppen (Dfb)), con grandes diferencias estacionales de temperatura y veranos cálidos (al menos cuatro meses con un promedio de más de 10 °C, pero ningún mes con un promedio superior a 22 °C. El parque se encuentra en el extremo sur de la zona de bosques caducifolios de la ecorregión de bosque mixto de Europa central.

## Uso público
El parque está dividido en cuatro zonas: una zona reservada, una zona de recreación regulada, una zona de recreación estacionaria y una zona de negocios. Hay una serie de senderos turísticos y gran parte del territorio está cerca de áreas desarrolladas para servicios.